# Zoé Genot
Pour les articles homonymes, voir Genot.
Zoé Genot est une femme politique belge née à Bruxelles le 29 mai 1974. Elle est députée fédérale Écolo depuis 1999, réélue en 2003 (les deux fois comme suppléante appelée à siéger), 2007 et 2010 et députée de la Région de Bruxelles-Capitale depuis le 25 mai 2014[réf. nécessaire].
Elle est conseillère communale de Saint-Josse-ten-Noode[réf. nécessaire].

## Biographie
Zoé Genot a fait ses études à l'Université libre de Bruxelles (ULB) où elle fut active dans le mouvement étudiant. Diplômée en sciences économiques en 1995, elle reviendra à l'ULB quelques années plus tard en tant que membre cooptée du Conseil d'administration de 2002 à 2005[réf. nécessaire].
Après avoir été employée dans le monde syndical et de l'économie sociale ainsi que dans une ONG en genre et développement[évasif], Zoé Genot devint députée fédérale belge en 1999[réf. nécessaire]. Dans son travail parlementaire, elle s'investit plus particulièrement dans la lutte contre les discriminations (dossiers du droit de vote pour les résidents étrangers, du mariage et de l'adoption pour les couples homosexuels, de l'organisation du culte musulman en Belgique...), contre les inégalités Nord-Sud et les injustices sociales telles que la chasse aux chômeurs ou encore pour la société de l'information et les logiciels libres[réf. nécessaire].
Aux élections communales d'octobre 2006, elle est tête de liste Écolo dans la commune bruxelloise de Saint-Josse-ten-Noode, où elle réside depuis plusieurs années. Elle obtiendra 330 voix (pour une population de plus de 27 000 habitants) qui lui permettent d'obtenir un siège de conseillère communale. Tête de liste aux législatives de 2007, Zoé Genot est à nouveau réélue[réf. nécessaire].
Elle est décrite par la presse comme faisant partie de l'« aile gauchiste du parti », voire proche de l’extrême-gauche,,, défendant les « positions communautaristes » d'hommes politiques tels qu’Ahmed Mouhssin[réf. à confirmer]. 
En 2010, elle lance ainsi, avec d'autres personnalités de gauche, une pétition pour obtenir l'autorisation de porter le voile à l'école et milite contre toute interdiction du voile, car cette interdiction nuirait « à l’émancipation des principales intéressées ».
La même année, elle milite, avec Amnesty International, pour la libération d'Oussama Atar, un ressortissant belgo-marocain prisonnier en Irak pour trafic d'armes et qui serait atteint d'un cancer du rein et mourant. Le gouvernement belge obtient son rapatriement. Mais, en 2016, Attar est soupçonné d'être le commanditaire des attentats du 13 novembre 2015 en France et des attentats du 22 mars 2016 à Bruxelles, mettant ses soutiens de l'époque dans l'embarras. 
Elle milite également pour que la Belgique présente « des excuses pour son passé colonial ».
Zoé Genot est députée de la Région de Bruxelles-Capitale depuis le 25 mai 2014[réf. nécessaire].
Le 10 juin 2018, elle a été brièvement arrêtée avec d'autres militants de la « Nuke-Freezone » — une campagne de l’Association « Agir pour la Paix » dont l’objectif est de faire de la Belgique une zone libre d’arme nucléaire — à la suite d'une opération de désobéissance civile destinée à dénoncer la présence d'ogives nucléaires américaines sur la base militaire de Kleine-Brogel,.
En mai 2019, lors de la campagne des européennes, elle déclenche une polémique en diffusant avec Ahmed Mouhssin un tract jugé « communautariste » par d'autres partis politiques. Le tract est retiré et condamné par son propre parti. Zoé Genot refuse l'étiquette de communautarisme, déclarant « assumer ses positions partout, que ce soit la reconnaissance du génocide arménien, l'adoption homosexuelle »,,.

## Décoration
- Commandeur de l'ordre de Léopold (2024)[18]